# Bombyx murisolens
Bombyx murisolens är en fjärilsart som beskrevs av Lucas 1895. Bombyx murisolens ingår i släktet Bombyx och familjen silkesspinnare. Inga underarter finns listade i Catalogue of Life.